# Far Cry 5
Far Cry 5 este un shooter first-person din 2018, dezvoltat de Ubisoft Montreal și Ubisoft Toronto⁠(d) și publicat de Ubisoft. Este succesorul lui Far Cry 4 din 2014 și a cincea tranșă principală din seria Far Cry. Situat în Hope County, o regiune fictivă din Montana, Statele Unite ale Americii, jocul se învârte în jurul Project at Eden's Gate, o sectă apocaliptică care a preluat controlul asupra comitatului la comanda liderului său carismatic și puternic, Joseph Seed. Jucătorii controlează un ajutor de șerif junior fără nume care devine prins în Hope County și trebuie să lucreze alături de diferite facțiuni de rezistență pentru a elibera regiunea de la conducerea despotică a familiei Seed și Eden's Gate. Gameplay-ul se concentrează pe luptă și explorare; jucătorii se luptă cu soldații inamici și animalele sălbatice periculoase folosind o gamă largă de arme. Jocul prezintă multe elemente găsite în jocurile de rol, cum ar fi o poveste ramificată și misiuni secundare. Jocul oferă, de asemenea, un editor de hărți, un mod multiplayer cooperativ și un mod multiplayer competitiv.
Anunțată la începutul anului 2017, dezvoltarea Far Cry 5 a fost extinsă. Echipa a explorat mai multe concepte înainte de a se stabili asupra unei locații americane. Jocul a fost puternic inspirat de mai multe evenimente socio-politice din istoria modernă, cum ar fi Războiul Rece și atacurile din 11 septembrie. Echipa de dezvoltare a căutat să capteze climatul social deznădăjduit de după evenimente și să îl reutilizeze pentru joc. Dezvoltat și publicat exclusiv de Ubisoft, modul său multiplayer competitiv a fost, de asemenea, creat in-house, studiourile mondiale ale companiei obținând mai multă contribuție creativă pentru Far Cry 5.
Far Cry 5 a fost lansat la nivel mondial pentru PlayStation 4, Windows și Xbox One în martie 2018. A primit în mare parte recenzii pozitive, deși a fost subiectul controverselor după ce a fost anunțat alături de o perioadă de conflicte politice accentuate. Criticii au lăudat designul lumii deschise, elementele vizuale, gameplay-ul și coloana sonoră, dar au direcționat criticile către povestea sa și unele dintre personaje. Jocul a fost un succes comercial, devenind titlul cu cele mai rapide vânzări din franciză prin încasarea a peste 310 milioane de dolari în prima săptămână de vânzări și a vândut peste 10 milioane de unități până în martie 2020. Mai multe versiuni de conținut descărcabil au fost publicate ulterior. Un titlu spin-off și o continuare a narațiunii, Far Cry New Dawn, a fost lansat în februarie 2019. Un succesor, Far Cry 6, a fost lansat în octombrie 2021.

## Gameplay
La fel ca predecesorii săi, Far Cry 5 este un shooter first-person amplasat într-un mediu open-world pe care jucătorul îl poate explora liber pe jos sau prin diverse vehicule. Spre deosebire de titlurile anterioare din serie, în care jucătorul preia rolul unui personaj prestabilit, jocul oferă jucătorului posibilitatea de a-și personaliza aspectul personajului. În plus, personajul din acest joc este un protagonist tăcut, lipsit de dialog vocal sau de o personalitate predefinită, oferind jucătorilor șansa de a se cufunda profund în joc, dar stârnind îngrijorări cu privire la impactul potențial asupra profunzimii angajamentului narativ. În timp ce jucătorul dispune de o varietate de arme la distanță și explozive pentru a lupta împotriva dușmanilor, jocul pune un accent reînnoit pe lupta corp la corp în comparație cu titlurile anterioare Far Cry, prin introducerea unei game mai largi de arme corp la corp. În plus, Far Cry 5 dispune de un nou sistem balistic de arme care include elemente precum un glonț care cade la distanță pentru a crește realismul.
Directorul de creație Dan Hay a descris designul lumii deschise ca fiind modelat pe avanposturile din titlurile anterioare din seria Far Cry. Jucătorul este aruncat în lumea jocului cu puțin context, direcție sau marcaje de obiectiv și, în schimb, trebuie să navigheze în lume pe cont propriu. Hay și-a exprimat dorința de a crea ceea ce el a numit „fabrica de anecdote”, un joc în care doi jucători ar putea să se aventureze din același punct în direcții opuse și să aibă experiențe complet diferite pe care le-ar împărtăși apoi unul cu celălalt anecdotic. Pentru a ajuta la acest lucru, cea mai mare parte a lumii jocului este accesibilă jucătorului după finalizarea misiunilor introductive ale jocului și sunt liberi să avanseze prin aceste zone după cum aleg; prin comparație, titlurile anterioare din serie au deschis treptat lumea jocului pentru jucător cu misiuni de poveste care îi ghidează progresul prin zonele deschise. Finalizarea acțiunilor într-o regiune câștigă jucătorul „Puncte de rezistență” care se acumulează pentru a declanșa evenimente majore de poveste. Aceste puncte de rezistență contribuie, de asemenea, la „Resistance Meter”, care împarte fiecare regiune în trei niveluri reprezentând nivelul relativ de dificultate al regiunii. De exemplu, la prima intrare într-o regiune, jucătorul va întâlni inamici de bază; cu toate acestea, pe măsură ce contorul de rezistență crește, jucătorul va întâlni o varietate mai mare de arhetipuri de inamici, culminând cu patrule aeriene și atacuri aeriene.
Jocul prezintă, de asemenea, un sistem de recrutare în care jucătorul poate recruta localnici din comitat pentru a lupta alături de ei, similar cu sistemul „Buddy” folosit în Far Cry 2⁠(d) sau sistemul „Guns for Hire” din Far Cry 4. În acest sistem Guns for Hire, jucătorul poate recruta localnici pentru a se alătura cauzei lor, moment în care vor lupta alături de jucător. În plus față de aceste Guns for Hire, jocul include „Specialists” sau personaje non-jucabile cu propriile abilități și personalități unice. Sistemul de recrutare înlocuiește sistemul beacon folosit în titlurile anterioare. De exemplu, Far Cry 3 a prezentat turnuri radio și Far Cry 4 a prezentat clopotnițe pe care jucătorul trebuia să le urce pentru a deschide părți ale hărții și diverse activități din regiune. Far Cry 5 a eliminat acest sistem și, în schimb, se bazează pe faptul că jucătorul stabilește relații cu alte personaje pentru a descoperi misiuni de poveste, evenimente și alte personaje.
Jucătorul are capacitatea de a îmblânzi animalele sălbatice prin intermediul specialiștilor, care se bazează pe un sistem care a fost introdus anterior în serie în Far Cry Primal. Animalele sălbatice îmblânzite asistă jucătorul în luptă și urmează ordinele jucătorului. Diferitele animale sălbatice au diferite modele de luptă. O mecanică de pescuit a fost, de asemenea, introdusă și o varietate de pești pot fi capturați. Campania poate fi jucată individual sau cu un partener prin modul multiplayer cooperativ al jocului cunoscut sub numele de „Friends for Hire”.

### Creator de hărți și multiplayer
Far Cry Arcade permite jucătorilor să construiască și să partajeze hărți mici care au obiective pentru un singur jucător, cooperative pentru doi jucători și multiplayer. Jucătorii pot construi hărți folosind active din Far Cry 5 și conținutul său descărcabil, precum și Far Cry 4, Far Cry Primal, Watch Dogs, Assassin's Creed IV: Black Flag și Assassin's Creed: Unity. Deși este un mod separat de jocul principal, modul Arcade poate fi accesat din cabinete arcade răspândite pe harta jocului; finalizarea cu succes a acestor hărți poate câștiga bani în joc și alte recompense pentru campania principală.

## Rezumat

### Cadrul și personajele
Jocul este plasat în comitatul fictiv Hope County, Montana, unde un predicator pe nume Joseph Seed (interpretat de Greg Bryk) a devenit proeminent. Seed crede că a fost ales de Dumnezeu să protejeze oamenii din Hope County de „Colaps”, o catastrofă globală care va duce la prăbușirea societății, și în acest scop a înființat o congregație numită Project at Eden's Gate. Aceasta este pentru a-și îndeplini misiunea de a conduce oamenii spre mântuire; în realitate, Seed este un predicator radical, iar Eden's Gate este o sectă militaristă apocaliptică. Sub conducerea sa, Eden's Gate a folosit atât constrângerea și violența pentru a converti cu forța locuitorii din Hope County, cât și intimidarea pentru a-i împiedica să contacteze lumea exterioară pentru ajutor. Seed și-a asumat titlul de „the Father” și menține controlul asupra Hope County cu ajutorul Heralzilor: Jacob, „Soldatul” (Mark Pellegrino), un fost lunetist al armatei Statelor Unite și fratele mai mare al lui Joseph, care supraveghează pregătirea și desfășurarea soldaților înarmați ai sectei; John, „Botezătorul” (Seamus Dever), fratele mai mic al lui Joseph și un avocat care a reușit să achiziționeze o mare parte din terenurile din Hope County pentru Eden's Gate și care conduce convertirea forțată a locuitorilor; și Rachel Jessop, cunoscută și sub numele de Faith sau „Sirena” (Jenessa Grant⁠(d)), o botanistă care acționează ca o pacifistă pentru a-i face pe oameni să aibă încredere în Joseph, dar folosește un halucinogen puternic numit Bliss pentru a conduce tabere de muncă forțată pentru locuitorii care se opun sectei. Heralzii au transformat o serie de silozuri de rachete dezafectate în buncăre fortificate unde intenționează să aștepte „Colapsul” împreună cu adepții sectei.
Jucătorul își asumă rolul unui adjunct al șerifului începător — denumit „the Deputy” — care face parte dintr-un grup operativ trimis să aresteze Seed. Locuitorii din Hope County care se opun lui Seed includ o distribuție de personaje care se alătură luptei cu motive care variază de la altruism la răzbunare, profit și plictiseală. Ei sunt ajutați de Richard „Dutch” Roosevelt (John Tench), un supraviețuitor local cu o neîncredere profundă în guvern și o istorie de comportament antisocial. Personajele din seria Far Cry care revin în Far Cry 5 includ Hurk Drubman, Jr. (Dylan Taylor⁠(d)), un băiat de petrecere redneck cu minte slabă, deși bine intenționat, cu o dragoste pentru explozibili de mare putere; și Willis Huntley (Alain Goulem), un agent CIA sociopat și autoproclamat „patriot bastard” cu obiceiul de a recruta civili pentru misiuni clandestine periculoase.

### Poveste
La sfârșitul anului 2018, o operațiune comună între Serviciul Mareșalilor Statelor Unite și departamentul șerifului comitatului — formată din adjunctul șerifului Cameron Burke (Doug Hutchison), șeriful Earl Whitehorse (Christopher Heyerdahl) și adjuncții săi Joey Hudson (Luisa D'Oliveira⁠(d)), Staci Pratt (Julian Bailey⁠(d)) și personajul jucătorului, un adjunct junior fără nume — sosesc la o biserică Eden's Gate pentru a-l reține pe Joseph Seed cu un mandat federal de arestare sub acuzația de răpire cu intenția de a face rău. Deși Joseph nu opune rezistență, el susține că Dumnezeu nu va permite să fie capturat. În timp ce este escortat, membrii sectei atacă forța operativă și provoacă prăbușirea elicopterului lor. Joseph scapă și poruncește sectei să captureze membrii forței de intervenție.
Adjunctul supraviețuiește și scapă cu ajutorul lui Richard „Dutch” Roosevelt, un supraviețuitor local și veteran al războiului din Vietnam, care explică faptul că secta a interpretat încercarea de arestare a lui Joseph ca fiind împlinirea profețiilor sale. Crezând că sfârșitul lumii se apropie, secta a început „Secerișul”, un efort concentrat de a curăța Hope County de necredincioși și de a aduna toate bunurile materiale necesare. Întrucât ținutul este acum izolat de lumea exterioară, Dutch îl însărcinează pe adjunct să contacteze rezistența emergentă împrăștiată prin comitatul Hope pentru a aduna aliați, a salva forța operativă și a demantela operațiunile sectei pentru a eroda influența lui Joseph și a Heralzilor. Deși Heralzii își concentrează eforturile pe oprirea adjunctului, ei își mențin interesul de a-i recruta pentru cauza lor.
John, fratele mai mic al lui Joseph, îl ademenește pe ajutorul de șerif în Holland Valley, transmițând un mesaj în care îl arată pe Hudson ca fiind prizonierul său. John îndoctrinează locuitorii la credințele sectei, supunându-i la un botez forțat pentru a-i „curăța”, tatuându-le „păcatele” pe corp și tăindu-le pielea marcată ca parte a „ispășirii” lor. John îl capturează pe ajutorul de șerif și ajunge la concluzia că păcatul lor este Mânia. Când adjunctul scapă, John se răzbună și preia controlul asupra orașului Fall's End, unde îl obligă pe adjunct să se confrunte cu el și să-și ispășească păcatele. Un contraatac al Rezistenței locale îl determină pe John să fugă, iar adjunctul îl angajează într-o luptă aeriană și îl rănește mortal. În timp ce se află pe moarte, John remarcă faptul că adjunctul nu va salva pe nimeni și afirmă că Joseph are dreptate. Adjunctul îl salvează pe Hudson și pe supraviețuitorii captivi și distruge buncărul lui John.
Adjunctul ajunge în Munții Whitetail pentru a găsi Miliția Whitetail deja în război cu fratele mai mare al lui Joseph, Jacob. Jacob recrutează și antrenează membrii sectei și îl ține prizonier pe adjunctul Pratt, îndoctrinat. Ca parte a pregătirii lor, Jacob îi condiționează mental pe recruții sectei cu melodia „Only You (And You Alone)⁠(d)” a trupei The Platters, pe care o folosește pentru a declanșa o stare modificată de conștiință în rândul recruților și pentru a executa ordinele sale. Jacob îl supune pe adjunct la aceleași condiționări și reușește să le rupă. El îl pune pe adjunct să-l ucidă pe liderul miliției Eli Palmer (Patrick Garrow) pentru a paraliza rezistența. Miliția supraviețuitoare îl consideră responsabil pe Jacob, iar adjunctul îl înfruntă în munți. În timp ce moare, Jacob reflectează asupra modului în care imperiile se ridică și cad și prezice că America va avea aceeași soartă dacă nu este pregătită. Adjunctul recuperează cheia buncărului lui Jacob, îl salvează pe Pratt și inundă buncărul.
Faith, o colaboratoare și „soră” a Seed, supraveghează producția de Bliss în râul Henbane. Efectele halucinante ale Bliss-ului își pun victimele într-o stare de transă, iar rămânerea prea mult timp sub influența lui le face vulnerabile la manipularea hipnotică a lui Faith. Adjunctul se reîntâlnește cu Whitehorse și se alătură grupului Cougars, cu baza în închisoarea Hope County. Whitehorse îl informează pe adjunct că Burke a fost capturat și se află acum sub influența Bliss-ului. Adjunctul o întâlnește în mod repetat pe Faith, care încearcă să îl convingă pe adjunct să i se alăture și să trăiască în paradis. Adjunctul îi rezistă și îl salvează pe Burke, fără să știe că acesta a fost hipnotizat. Burke îl ucide pe Virgil Minkler, liderul Cougars și primarul din Fall's End, deschide închisoarea către Eden's Gate și se sinucide. Cougars suferă pierderi grele respingând secta și Whitehorse este capturat. Adjunctul o ucide pe Faith, iar aceasta îi avertizează că Joseph are dreptate cu privire la sfârșitul lumii, dar adjunctul va decide ce se va întâmpla în cele din urmă. Adjunctul îl salvează pe Whitehorse din buncărul lui Faith și distruge producția Bliss-ului.
Uciderea heralzilor săi îl determină pe Joseph să îl cheme pe ajutorul de șerif pentru o confruntare finală la biserica sa. El i-a capturat pe aliații adjunctului din grupurile de rezistență, i-a hipnotizat cu Bliss și îi ține ostatici pe Whitehorse, Hudson și Pratt. Joseph îi oferă ajutorului de șerif opțiunea de a pleca cu prietenii lor nevătămați, cu condiția să-l lase în pace pe el și Eden's Gate.

#### Sfârșituri
Dacă adjunctul decide să plece, Joseph îi iartă și intră în biserică cu aliații hipnotizați ai adjunctului. Adjunctul, Whitehorse, Pratt și Hudson pleacă într-un camion, iar Whitehorse îi asigură că se vor întoarce cu Garda Națională pentru a ajuta la eliberarea Hope County de sectă. Whitehorse pornește radioul și cântă „Only You”, declanșând spălarea creierului lui Jacob. Adjunctul este din nou pus în transă, iar ecranul devine negru.
Dacă adjunctul alege să se opună, Joseph îl forțează pe adjunct să lupte și să-și reînvie prietenii hipnotizați. Emisiunile radio pe tot parcursul jocului au sugerat că lumea din afara Hope County se îndreaptă spre haos și că un război nuclear este iminent. Aceste temeri devin realitate atunci când Joseph este prins și o bombă nucleară detonează în depărtare. Adjunctul, Whitehorse, Pratt și Hudson fug cu Joseph capturat spre buncărul lui Dutch. Ei se izbesc cu mașina de un copac, care îi ucide pe Whitehorse, Pratt și Hudson. Un Joseph eliberat îl duce pe adjunctul inconștient în buncăr. Adjunctul se trezește încătușat de un pat, cu Dutch mort pe podea. Joseph deplânge pierderea familiei și a pământului său și afirmă că aceasta este „Colapsul” pe care l-a profețit. El îi spune adjunctului că, odată cu pierderea familiei sale, ei sunt tot ce i-a mai rămas și că ei sunt acum o familie. Acest final conduce la spin-off-ul Far Cry New Dawn.
Un final secret poate fi găsit la începutul jocului. Adjunctul decide să nu-l aresteze pe Joseph în timpul primei lor întâlniri. Whitehorse, care era împotriva prinderii lui frontale din cauza probabilității de a fi prins într-o ambuscadă și ucis, coboară mâinile lui Joseph și ordonă grupului să plece. În ciuda protestelor lui Burke, Whitehorse afirmă că este „mai bine să lase totul în pace” și că nimeni nu ar mai fi în viață dacă l-ar aresta pe Joseph.

### Conținut descărcabil

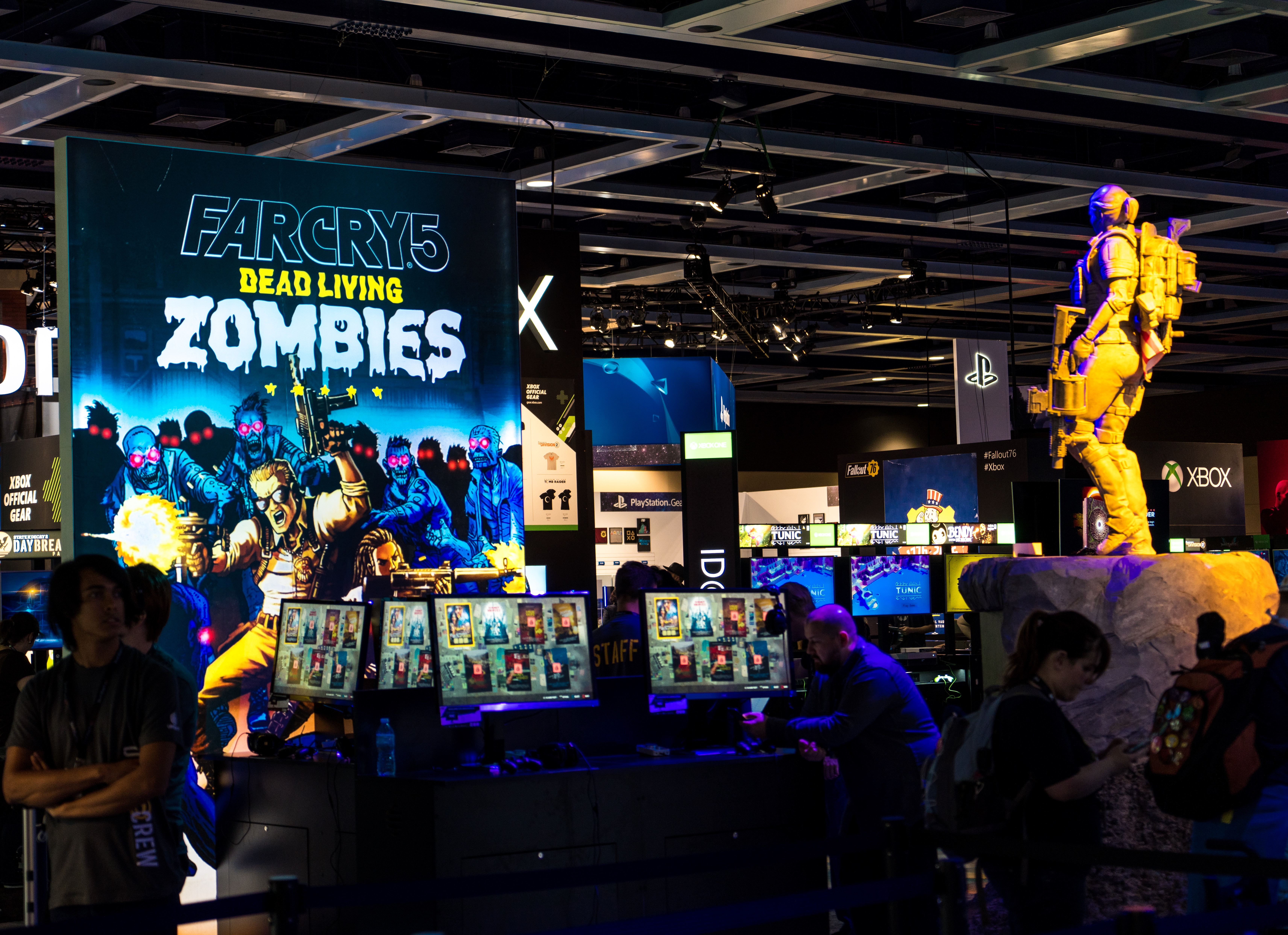
Promovarea Dead Living Zombies la PAX West 2018

Înainte de lansarea jocului, Ubisoft a anunțat lansarea a trei episoade de conținut descărcabil intitulate Hours of Darkness, Lost on Mars și Dead Living Zombies. Fiecare episod spune o poveste de sine stătătoare axată pe un personaj secundar din campania principală.
Hours of Darkness are loc în timpul apogeului războiului din Vietnam. Jucătorul preia rolul lui Wendell Redler (Billy MacLellan⁠(d)), un artilerist cunoscut sub indicativul Python 2-5. Elicopterul lui Python este doborât în timp ce se afla într-o misiune de recunoaștere a pozițiilor forțelor nord-vietnameze într-o vale largă a junglei. El este luat prizonier de armata nord-vietnameză, dar scapă în timpul unei lovituri aeriene. El recuperează un radio din elicopterul doborât și primește instrucțiuni să traverseze valea până la un punct de extracție. Ceea ce a început ca o misiune de recunoaștere devine o misiune de salvare, Python găsindu-și colegii de echipă Joker, Moses și Yokel (Alex Weiner). Pe măsură ce se aventurează pe teritoriul inamic, Python eliberează prizonieri de război sud-vietnamezi, sabotează baterii antiaeriene, ucide comandanți nord-vietnamezi și supraviețuiește stropirii cu Agentul Orange⁠(d). Când ajung la punctul de extracție, Python și colegii săi de echipă se luptă cu valuri de soldați în timp ce așteaptă elicopterele. Supraviețuitorii sunt extrași în siguranță și scoși din vale cu avionul.
Lost on Mars se concentrează pe Nick Rye (Steve Byers⁠(d)). Nick este teleportat pe Marte, unde se întâlnește cu capul fără trup al lui Hurk Drubman Jr. Hurk îi dezvăluie că l-a teleportat pe Nick pentru o misiune de salvare a Pământului, după ce Hurk însuși a eșuat. Nick face cunoștință cu ANNE (Erica Lindbeck⁠(d)), o inteligență artificială veche de milenii, care îl avertizează că o rasă extraterestră ostilă, numită Arachnids, pune la punct ultimele pregătiri pentru o invazie a Pământului. Neavând cum să ajungă acasă, Nick este recrutat pentru a-i reda energia lui ANNE, permițându-i să își construiască apărarea și să împiedice invazia. Hurk primește un corp robotizat pentru a-l ajuta în misiune și îi cere lui Nick să îi localizeze părțile lipsă din corp. Nick devine suspicios cu privire la intențiile ANNE în timp ce experimentează o serie de viziuni apocaliptice care îi implică fiica nou-născută și Hope County. Cei doi reușesc să îi redea pe deplin puterea lui ANNE, dar acest lucru îi permite acesteia să își pregătească propria invazie a Pământului, deoarece consideră că oamenii sunt forme de viață inferioare. Ei se luptă atât cu roboții ei, cât și cu clonele lui Hurk făcute din corpul său reasamblat. Ei reușesc să o oprească pe ANNE în detrimentul corpului lui Hurk. Nick și robotul Hurk se întorc pe Pământ, unde sunt sărbătoriți ca eroi.
Dead Living Zombies îl urmărește pe Guy Marvel (Giles Panton⁠(d)), un regizor de film de autor care are reputația de a fi imposibil de lucrat cu el. Stilul și tonul din Dead Living Zombies sunt foarte diferite de campania poveștii principale și de alte episoade cu conținut descărcabil, bazându-se pe parodie, metaumor și ireverență în detrimentul intrigii. Acesta povestește cariera lui Marvel și cum a ajuns el în Montana în timpul incidentului de la Eden's Gate. În primele zile ale carierei lui Marvel, acesta abordează regizori consacrați cu propuneri nesolicitate pentru filme cu zombi. În timp ce regizorii încearcă să vadă meritele proiectelor sale, devine rapid evident că acestea sunt extrem de violente, cu puțină intrigă sau dezvoltare a personajelor, iar regizorii își pierd interesul. Marvel încearcă să își adapteze propunerile pe baza feedback-ului primit, dar i se spune că filmele sale ar trebui să „spună ceva despre societate”. Devine frustrat atunci când un regizor încearcă să preia controlul creativ asupra propunerii pentru un film cu zombi cu tema încălzirii globale. Realizând că a abordat genul greșit de regizori, are succes când un studio îi preia ideea pentru un blockbuster de vară numit The Fast and the Fiendish (bazat pe franciza The Fast and the Furious) și primește primul său credit de scenarist. Ultima sa propunere este pentru Laboratory of the Dead, care este primită pozitiv de un regizor care iubește tot ceea ce ceilalți urau la filmele lui Marvel. Marvel recunoaște că nu are experiență în regie de filme și i se oferă un post de regizor pentru Blood Dragon 3 în Hope County.

## Dezvoltare
Jocul a fost dezvoltat de Ubisoft Montreal și Ubisoft Toronto⁠(d) cu Ubisoft Kiev⁠(d), Ubisoft Shanghai⁠(d) și Ubisoft Reflections oferind asistență. Dan Hay, care a servit ca producător principal pentru Far Cry 3, a fost regizorul principal, cu scrierea condusă de Drew Holmes, care a lucrat anterior la BioShock Infinite și conținutul său descărcabil. Jocul a continuat practica seriei de a folosi Dunia Engine, o versiune modificată a CryEngine⁠(d). Echipa a ales Montana ca decor al jocului, deoarece statul se află la granița Statelor Unite. Pentru a crea un mediu realist, echipa de dezvoltare a vizitat Montana timp de paisprezece zile pentru a colecta informații cu privire la biomurile sale, mediul înconjurător și natura „autonomă” a localnicilor, care nu doresc ca nicio autoritate sau străin să intervină în viața lor. Echipa de dezvoltare a efectuat anterior o excursie de cercetare similară în Nepal în timpul dezvoltării Far Cry 4. Deoarece echipa de dezvoltare nu a mai fost mulțumită să aibă un antagonist de bază în fiecare joc, distribuția de antagoniști a fost extinsă semnificativ.
După lansarea Far Cry Primal în 2016, Ubisoft a declarat că următorul titlu Far Cry va necesita mai mult timp de dezvoltare și nu va fi lansat în 2017. Far Cry 5 a fost anunțat de Ubisoft în timpul apelului financiar al companiei, alături de alte două titluri majore, The Crew 2 și Assassin's Creed Origins, care au fost lansate în anul fiscal 2018. Ubisoft a lansat mai multe trailere teaser și coperta jocului înainte de dezvăluirea oficială a jocului pe 26 mai 2017. Jocul a fost lansat pe PlayStation 4, Windows și Xbox One cu suport pentru PlayStation 4 Pro și Xbox One X. Pachete de skin-uri gratuite au fost puse la dispoziția jucătorilor de pe PlayStation 4 la lansare datorită unui acord de marketing între Sony Interactive Entertainment și Ubisoft. Deși jocul a fost inițial programat pentru lansare pe 27 februarie 2018, Ubisoft a amânat data cu o lună, la 27 martie 2018.
Pentru a sărbători aniversarea de cinci ani a jocului, Ubisoft a lansat o actualizare pentru versiunile PlayStation 4 și Xbox One pe 16 martie 2023, permițând un gameplay de 60 de cadre pe secundă atunci când este jucat folosind compatibilitatea inversă pe PlayStation 5 și Xbox Series X/S.

### Scrierea
Cadrul și tonul jocului provin din separatism. Potrivit lui Hay, când era tânăr, se simțea adesea în nesiguranță din cauza conflictelor dintre cele două superputeri din timpul Războiului Rece. Acest lucru s-a manifestat în secolul al XXI-lea sub forma unor atacuri teroriste frecvente, cum ar fi atacurile din 11 septembrie, și a problemelor financiare, cum ar fi criza creditelor ipotecare subprime și, la rândul său, a făcut ca oamenii să devină din ce în ce mai protectori, deoarece au pus la îndoială guvernul. În cele din urmă, conceptul de „sat global” a început să se prăbușească, ceea ce stabilește tema jocului și a determinat echipa să scrie o poveste care prezintă o sectă apocaliptică drept principalul antagonist al jocului. Hay a început să scrie povestea la sfârșitul anului 2014; în februarie 2016, el a investigat detaliile ocupării și impasului unui refugiu pentru animale sălbatice din Oregon, deoarece dorea să caute dovezi care pot arăta creșterea separatismului. Pentru a crea o poveste memorabilă, personajele din joc au fost concepute pentru a avea diferite puncte de vedere și opinii cu privire la evenimente importante, precum și diferite ideologii. În ciuda temei întunecate, echipa a dorit să se asigure că jocul este încă plăcut și distractiv de jucat. Prin urmare, echipa a implementat un arsenal mare de arme și posibilități de joc deschise pentru ca jucătorii să le poată folosi.

### Muzică
Muzica din joc a fost scrisă și compusă de Dan Romer⁠(d). Potrivit directorului audio Tony Gronick, echipa a dorit să aibă muzică în fundal în cea mai mare parte a lumii jocului, dar a dorit ca aceasta să reflecte natura sectei, astfel încât jucătorul să simtă mesajele sectei pe tot parcursul jocului, legate de narațiune. Pentru a face acest lucru, Romer a creat muzică gospel asemănătoare unui imn, dar cu versuri care descriau învățăturile sectei despre sfârșitul lumii. Mai mult, extinzând ideea de antagoniști multipli, stilul muzicii se schimbă pe măsură ce jucătorul intră în regiuni ale lumii controlate de diferiți membri ai sectei, de la country la glam rock până la muzică industrial, reprezentând modul în care imnurile lui Joseph Seed evoluează sub preferințele personale ale fraților săi. Jocul folosește, de asemenea, piese muzicale licențiate atunci când jucătorul conduce vehicule, tipul de muzică redat fiind influențat în mod similar de zona în care se află. Trupa de ambient/post-rock, Hammock, a folosit unele dintre melodiile produse de Romer pentru joc și le-a reinterpretat. Acest lucru a dus la o lansare a coloanei sonore în mai multe volume, care constă în coloana sonoră originală și seria Far Cry 5 Presents în trei părți. Far Cry 5 Presents este o compilație tematică a muzicii suplimentare folosite în joc: Into the Flames colectează melodii de sectă scrise de Romer și interpretate de diverși artiști, When the World Falls este o versiune corală a acelor melodii, iar We Will Rise Again este reinterpretarea lor ambientală de către Hammock.

### Scurtmetraj live action
Împreună cu lansarea jocului, Ubisoft a lansat un scurtmetraj live action intitulat Inside Eden's Gate. Acesta a fost produs de Asylum Entertainment. Filmul servește ca un prolog la evenimentele din joc și urmărește trei regizori în timp ce călătoresc prin Hope County. Ei îl întâlnesc pe Mark și pe sora sa, Faith, care în joc este luată de sectă Eden's Gate. Filmul îi are în rolurile principale pe Greg Bryk și Kyle Gallner⁠(d). Ubisoft a făcut mai întâi filmul disponibil pe Amazon Prime⁠(d), înainte de a-l lansa pe YouTube pe 4 aprilie 2018.

## Recepție
Far Cry 5 a primit recenzii „în general favorabile”, conform agregatorului de recenzii Metacritic.
Daemon Hatfield de la IGN i-a acordat o notă de 8,9, spunând: „Far Cry 5 este un alt teren de joacă larg deschis, cu toate ingredientele necesare pentru a provoca un adevărat scandal: o mulțime de inamici și aliați, animale sălbatice temperamentale și o mulțime de explozii.” Polygon a acordat jocului 6,5 din 10 puncte posibile, afirmând: „Este păcat că Far Cry 5 este susținut de o poveste slabă cu personaje fade, deoarece în spatele complotului se află o lume deschisă plină cu ceea ce Far Cry ca serie face cel mai bine.”
Finalul jocului a polarizat opiniile criticilor. În cazul în care jucătorul alege „rezistă” atunci când i se solicită — un final considerat de Ubisoft a fi canonic — jocul prezintă o serie de explozii nucleare care distrug civilizația. Criticii au susținut că acest final a invalidat acțiunile jucătorului, făcându-le fără sens.
Consiliul de turism al statului Montana a încheiat un parteneriat cu Ubisoft după lansarea Far Cry 5 pentru a folosi o parte din imaginile din decorul jocului pentru a promova turismul în partea de sud-vest a statului Montana, decor care a inspirat ficțiunea Hope County a jocului.
Vânzări
Far Cry 5 a devenit cel mai rapid titlu vândut din istoria francizei, mai mult decât dublând vânzările lui Far Cry 4. A fost a doua cea mai mare lansare a unui titlu Ubisoft, după Tom Clancy's The Division, încasând 310 milioane de dolari în prima săptămână de vânzări. Versiunea PlayStation 4 s-a vândut în 75.474 de unități în prima săptămână de vânzare în Japonia, situându-se pe locul doi în topul vânzărilor pe toate formatele. În mai 2020, Ubisoft a dezvăluit că Far Cry 5 (și alte 10 jocuri publicate de ei în a opta generație de console) au vândut peste 10 milioane de unități până în martie 2020.

### Controversă
Mulți jurnaliști au opinat că scenariul și conceptul narativ al Far Cry 5, care implică teme de fanatism religios și apariția mișcărilor politice de extremă dreaptă în interiorul granițelor Statelor Unite — spre deosebire de localitățile mai exotice descrise în alte titluri Far Cry — ar putea face jocul foarte controversat. Acești jurnaliști au remarcat că, datorită ciclului lung de dezvoltare, era puțin probabil ca Ubisoft să fi conceput în mod intenționat narațiunea jocului în jurul climatului politic din momentul anunțului, adăugând că Ubisoft a avut grijă să minimalizeze orice legătură percepută cu evenimentele contemporane. Răspunzând criticilor, directorul jocului Dan Hay a dezvăluit că povestea a fost scrisă pentru a discuta despre consecințele credințelor și ideologiilor care sunt duse la forma lor cea mai extremă, mai degrabă decât ca răspuns la un anumit eveniment politic. Hay a declarat că au ajuns să seteze jocul în jurul unei secte în Montana, deoarece au simțit că Montana reflectă o frontieră îndepărtată de care majoritatea oamenilor nu erau conștienți, comparabilă cu celelalte setări ale jocului Far Cry și că, după ce au vizitat statul, au constatat că Montana era un loc „unde oamenii merg să fie singuri, unde nu vor să fie deranjați”, rezonând în continuare cu temele Far Cry din trecut. Cu toate acestea, după trei ani de dezvoltare, Hay a spus: „nu ne-am fi putut imagina niciodată și, ca să fiu sincer, nu aș fi vrut... că, într-un fel, are ecou în lumea reală."
În urma anunțului său, Far Cry 5 a făcut obiectul unei petiții online depuse pe Change.org⁠(d) de către persoane care se opuneau la ceea ce numeau portretizarea creștinilor americani ca răufăcători și solicitau ca antagoniștii jocului să fie refăcuți. Petiția sugera ca posibili înlocuitori musulmani, membri ai bandelor din interiorul orașului și alți antagoniști care nu sunt albi. Petiția a sugerat, de asemenea, schimbarea decorului jocului în Canada. Petiția în sine a fost criticată de comentatorii din industrie, care au subliniat faptul că explorarea de către joc a temelor sale este necesară în climatul social și politic contemporan și au subliniat faptul că jocurile video sunt un mediu pentru comentarii sociale. Unele publicații au pus la îndoială, de asemenea, autenticitatea petiției, sugerând că aceasta ar fi putut fi intenționată ca satiră.
În schimb, după lansarea jocului, unele publicații l-au criticat din motive opuse, pentru că încerca să fie inofensiv și apolitic în loc să se implice direct în problemele politice contemporane. Ben Kuchera de la Polygon a descris jocul ca fiind o „mizerie provocator de inofensivă” care „vrea să se adreseze tuturor, dar în cele din urmă nu spune nimic.” William Hughes, care a scris pentru The AV Club⁠(d), a descris în mod denigrator răufăcătorii ca fiind un „rău ușor de digerat” creat în mod deliberat astfel încât să nu ofenseze jucătorii de orice convingere politică. Andrew Webster de la The Verge spune că jocul „creează iluzia că are ceva de spus, apoi refuză cu încăpățânare să spună ceva.”
Odată cu lansarea continuării Far Cry 6, Ubisoft și scriitorul jocului au confirmat că continuarea este „inerent politică”, creând o continuare a controversei politice din cadrul seriei Far Cry.